# 克里辛齊
48°43′41″N 28°54′41″E / 48.72806°N 28.91139°E
克里辛齊（烏克蘭語：Крищинці），是烏克蘭的村落，位於該國西南部文尼察州，由圖利欽區負責管轄，始建於1780年，面積5.01平方公里，海拔高度214米，2001年人口1,573，人口密度每平方公里314.29人。